# Винн-Карингтон, Чарльз Роберт, 1-й маркиз Линкольншир
Ча́рльз Ро́берт Винн-Карингтон, 1-й марки́з Линкольншир (англ. Charles Robert Wynn-Carington, 1st Marquess of Lincolnshire; 16 мая 1843 — 13 июня 1928) — британский аристократ и политический деятель, лорд великий камергер (1910—1928). Был губернатором Нового Южного Уэльса с 1895 по 1890 год.

## Биография
Чарльз Роберт Карингтон был старшим сыном Роберта Каррингтона, 2-го барона Каррингтон и его второй жены Шарлотты Драммонд-Уиллоуби, третьей дочери Питера Драммонда-Баррелла, 22-го барона Уиллоуби де Эрзби и Сары Климентины Драммонд.
Получил образование в Итонском колледже, а затем поступил в Тринити-колледж, один из колледжей Кембриджского университета, где в 1864 году получил звание бакалавра.
В 1865 году Карингтон был избран в парламент Великобритании от округа Уикомб (Бакингемшир), где он примкнул к Либеральной партии. Винн-Карингтон был членом парламента до 1868 года, пока не унаследовал от отца титул барона Каррингтон и был возведён в пэрство.
В 1875 году Карингтон вместе с принцем Уэльским посетил Индию в качестве адъютанта наследного принца.
С 1881 по 1885 год Карингтон был капитаном корпуса офицеров почётного эскорта, особого отряда телохранителей британского монарха. В 1885 году он был назначен губернатором Нового Южного Уэльса, в качестве которого оставался до 1890 года. Карингтон показал себя как способный губернатор, а также вместе с супругой он занимался благотворительностью в колонии.
После возвращения на родину он занимал должности лорда-камергера (1892—1895), министра сельского хозяйства и рыболовства (1905—1911) и лорда-хранителя Малой печати (1911—1912). С 1910 по 1928 год он занимал должность лорда великого камергера, а также он был лордом-лейтенантом Бакингемшира (1915—1923), а в 1912 году ему был пожалован титул маркиза Линкольншира.
Скончался 13 июня 1928 года в возрасте 85 лет в своём поместье в Уикомбе (Бакингемшир); его титулы наследовал младший брат Руперт.

## Семья
Он был женат на Сесилии Маргарет Харборд, дочери Чарльза Харборда, 5-го барона Саффилд и Сесилии Аннеты Бэринг. У них был один сын Альберт (1895–1915) и пять дочерей: Марджори (1880–1968), Александра (1881–1955), Руперта (1883–1963), Джудит (1889–1928) и Виктория (1892–1966). Альберт участвовал в Первой мировой войне, где был ранен в 2-й битве при Ипре и умер после осложнений, которые были вызваны ампутацией руки.